# Laelia superbiens
Laelia superbiens là một loài lan native to México, Guatemala và Honduras.

## Hình ảnh

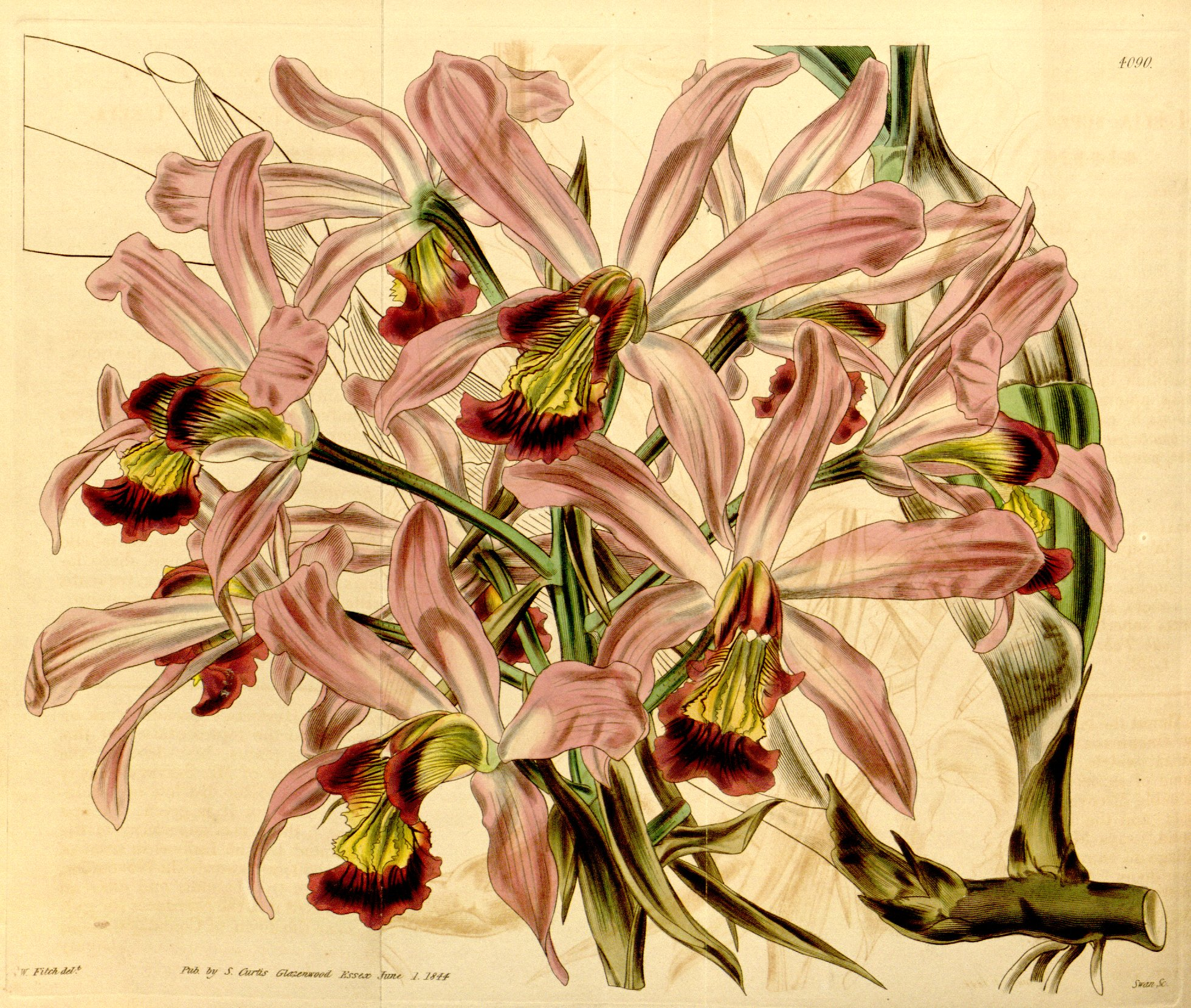
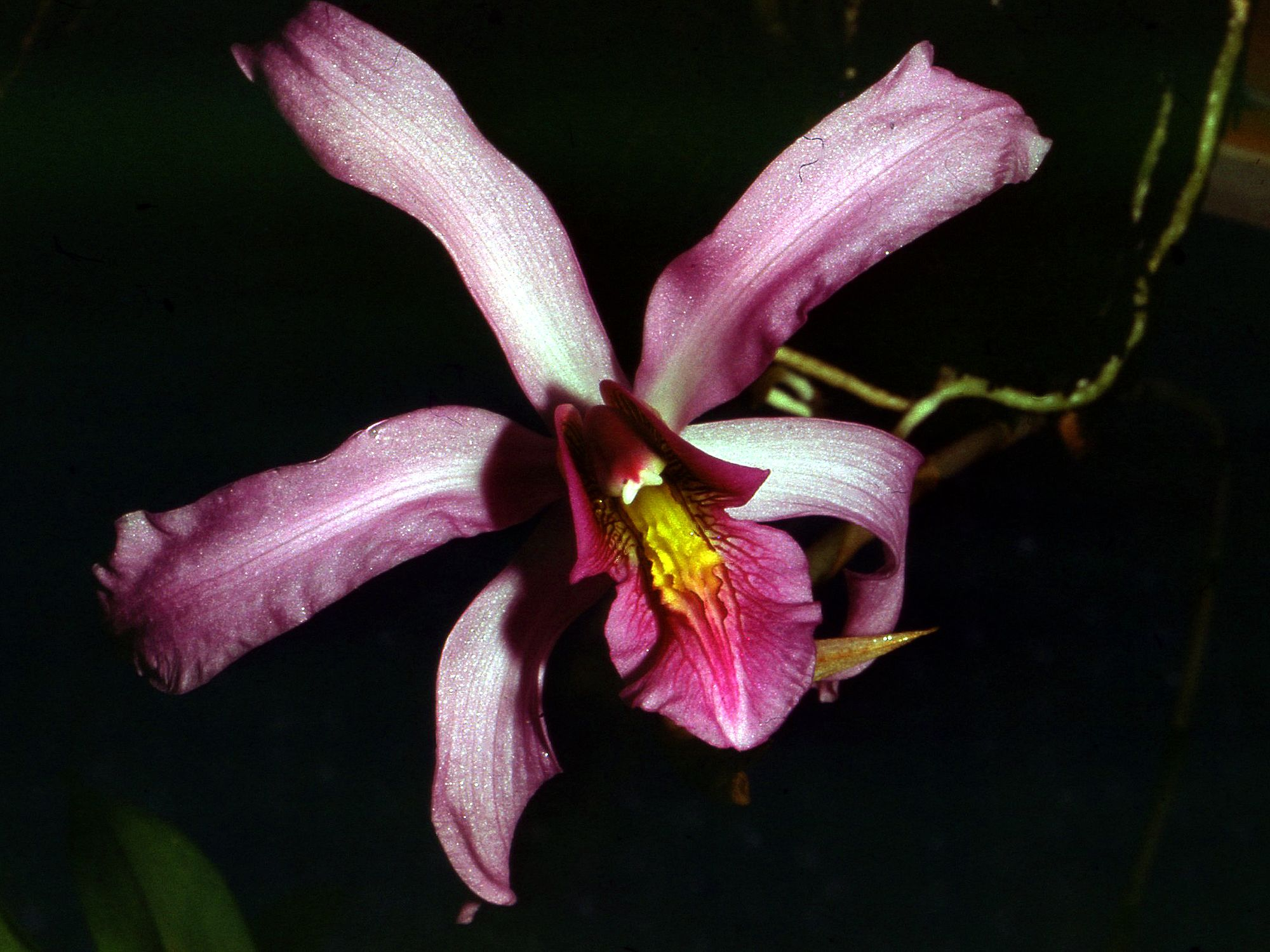
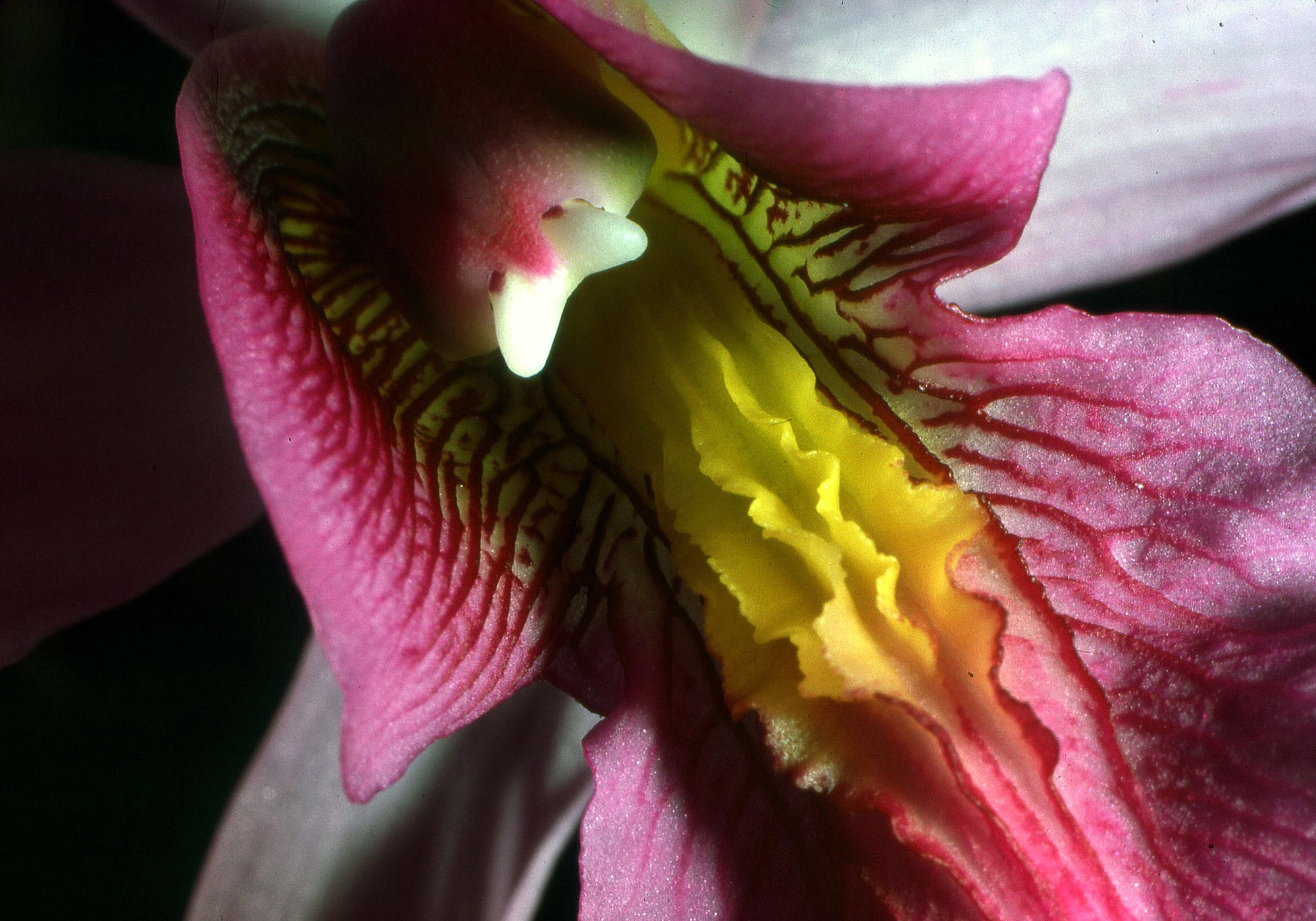
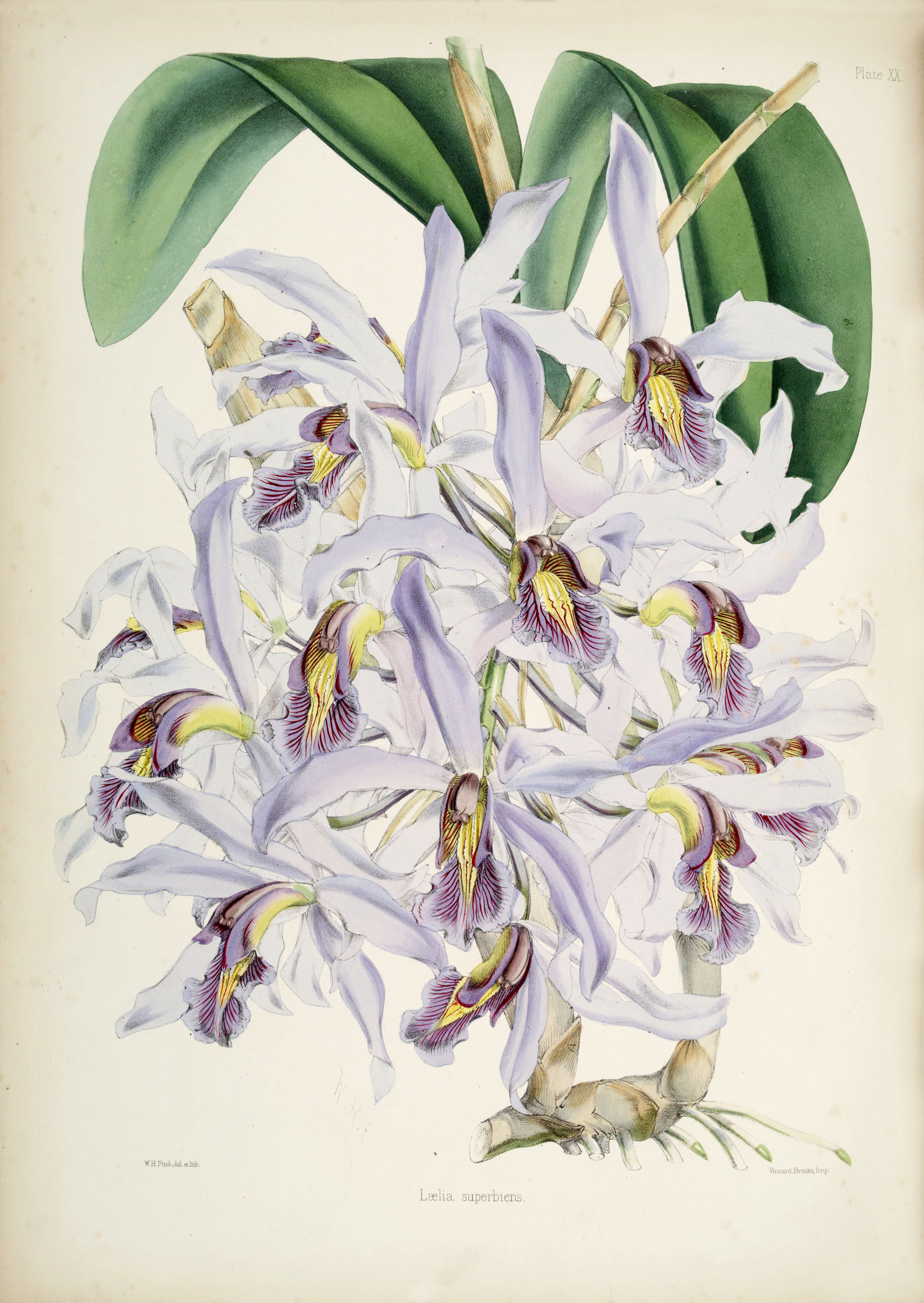